# 大江町立三郷小学校
大江町立三郷小学校（おおえちょうりつさんごうしょうがっこう）はかつて山形県西村山郡大江町にあった公立小学校である。

## 概要
- 大江町の南東部（最上川の東側）に位置する三郷地区に三郷小学校がある。学区内は昔から農業が盛んに行われている。

## 所在地
- 山形県西村山郡大江町大字三郷丙1403-1

## 沿革
- 1877年（明治10年）2月 - 三郷学校として創立
- 1892年（明治25年）10月 - 左沢尋常高等小学校三郷分教場となる
- 1901年（明治34年）4月 - 左沢尋常小学校
- 1941年（昭和16年） - 左沢町三郷国民学校に改称
- 1947年（昭和22年）5月 - 左沢町立三郷小学校となる
- 1959年（昭和34年）8月 - 大江町立三郷小学校に改称
- 2012年（平成24年）3月 - 休校

## 学区
- 深沢、伏熊地区

## 児童数
| 年度 | 男子 | 女子 | 計 |
| ---- | ---- | ---- | -- |
| 2010 | 8    | 12   | 20 |
| 2009 | 7    | 11   | 18 |
| 2008 | 9    | 13   | 22 |
| 2007 | 7    | 14   | 21 |
| 2006 | 10   | 17   | 27 |
| 2005 | 13   | 16   | 29 |
| 2004 | 11   | 15   | 26 |
| 2003 | 16   | 17   | 33 |
| 2002 | 16   | 18   | 34 |

## 卒業後
- 大江中学校へ進学する。

## 休校後
- 大江町は児童数減少に伴い、2012年度から三郷小学校を休止となった。休止後の通学先は左沢小学校。[1]

1. ↑  大江町三郷小を12年度から休校（2010年9月10日付山形新聞朝刊）